# Acmadenia macropetala
Acmadenia macropetala là một loài thực vật có hoa trong họ Cửu lý hương. Loài này được (Glover) Compton mô tả khoa học đầu tiên năm 1932.